# 크레용팝
크레용팝(영어: CRAYON POP)은 대한민국의 5인조 걸 그룹이다. '크레용팝'이라는 이름은 음악이라는 도화지에 멤버들이 갖고 있는 다양한 색상을 입힌다는 의미를 담고 있다.

## 활동

### 2012: 데뷔

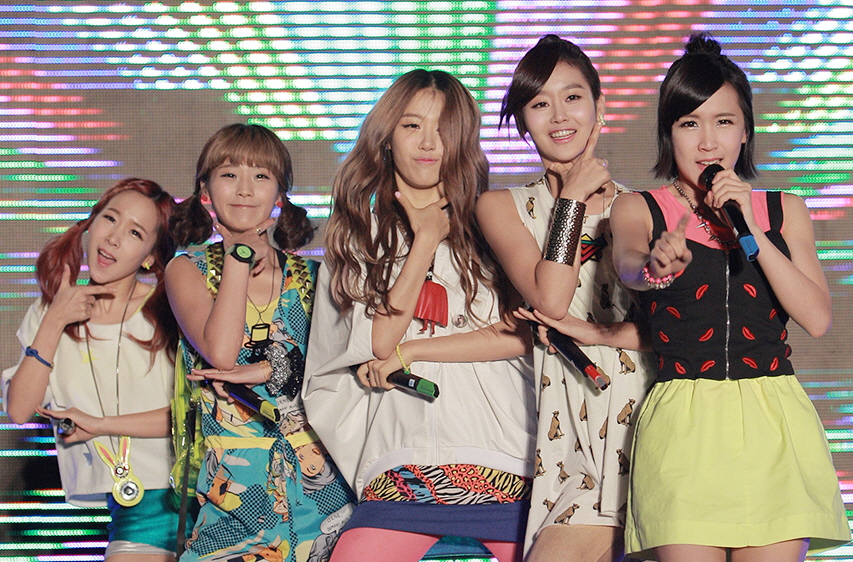
2012년 크레용팝.

초기 그룹 명칭은 허리케인팝이었다. 초기 멤버는 세랑, 금미, 엘린, 초아, 소율이었다. 2012년 1월 중국에서 〈Bing Bing〉이라는 곡으로 쇼케이스를 통해 데뷔하였다. 중국에서 우호적인 반응을 이끌어내며, 드라마, CF 등 다양한 방면에서 활동하였다. 5월 중국과 한국에서 동시에 활동을 시작하는 것으로 기획되었으나, 중국에서 조기 활동을 요청하면서 1월부터 중국 드라마 '카레캠퍼스'에 출연하였다. 5월 한국 진출과 함께 연기에 집중하고 싶다는 이유로 세랑이 탈퇴하였다. 세랑의 탈퇴로 공백이 비자, 이후 인디 밴드 엔돌핀에서 활동을 하고 있던 초아의 쌍둥이 동생인 웨이를 영입하였다.
2012년 5월 18일 크레용팝으로 이름을 변경하였다. 이름 변경 이유는 당시 태풍이 동아시아를 강타한 탓에 그룹 이름으로 맞지 않다고 여겨서라 한다. 5월 19일 한국관광공사가 주관, 강원도 춘천에서 열린 2012 국제평화생명 콘서트 '바람'을 통하여 첫 공연을 시작하였다. 7월 18일 《Crayon Pop 1st Mini Album》을 발표하고, 7월 19일 Mnet 엠카운트다운에서 타이틀곡 〈Saturday Night〉으로 데뷔하였지만 활동 초기에는 주목을 전혀 받지 못하였다.
2012년 10월 24일 정오 싱글 〈Dancing Queen〉을 발표하였다. 이 곡은 복고와 트렌드가 조화를 이루는 댄스곡으로 비오는 금요일 밤 아무도 놀아주지 않는 한 소녀가 결국 달빛 아래서 홀로 춤을 추는 모습을 표현하였다. 10월 26일 KBS 2TV 뮤직뱅크를 통하여 컴백 무대를 펼쳤고, 쟁쟁한 가수들 사이에 끼어, 음악방송 활동이 전무하였다. 이후 명동, 동대문, 신촌, 홍대 앞, 강남역, 일본 등에서 200여 번이 넘는 길거리 게릴라 공연을 하였다. 크레용팝의 팬덤은 거리 공연을 하면서 형성되기 시작한다. 이 때 생긴 팬들을 보고, 30대 이상의 남성 팬들이 많다 하여, 크레용팝+아저씨=팝저씨라고 칭한다. 여자의 경우 팝줌마, 학생은 팝생이라고 칭한다.
〈Saturday Night〉, 〈Bing Bing〉, 〈Dancing Queen〉은 디스코, 하우스 비트를 기반으로 멜로디가 강조되는 댄스팝이다. 이 곡들은 프로듀싱팀 '덤앤더머'가 작곡하였다.

### 2013: 빠빠빠
2013년 6월 20일 싱글 《빠빠빠》를 발표하였다. 이 곡은 선율보다는 리듬에 집중한 곡이다. 드럼 앤드 베이스 기반의 반복되는 비트, 중독적인 훅, 락킹 멜로디에 귀여운 창법과 경쾌한 음색으로 곡의 특색을 살렸다. 헬멧을 쓰고 트레이닝복 위에 치마를 입은 독특한 복장과 '직렬 5기통 춤', '장풍 춤', '개다리춤' 등 개성 있는 안무와 노래로 유행을 일으키며 큰 인기를 끌었다. 특히 7월 12일 KBS 《유희열의 스케치북》에서 소개된 이후 각종 차트에서 순위를 역주행하며 급속히 인기를 얻기 시작하였다. '직렬5기통 춤'은 엇갈리면서 점프하는 동작이 자동차 5기통 실린더 엔진의 피스톤 운동과 비슷하다고 해서 팬들이 지은 이름이다. 뮤직비디오는 저예산 제작임에도 유튜브에서 5천만건이 넘는 조회수를 기록하였고, tvN SNL 코리아의 패러디와 연예인, 경찰, 소방서, 우체국, 시청 공무원, 병원, 회사, 학교, 경기장 등 국내와 미국, 남미, 유럽, 아시아 등 해외에서 유튜브의 커버댄스, 패러디 UCC로 큰 호응을 얻었다.
7월 19일 크레용팝은 미국 MTV IGGY에서 선정하는 『금주의 아티스트 (Artist of the Week)』 후보에 올라 투표를 통해 1위를 하였다.MTV IGGY는 "귀엽고 특이한 안무와 디스코 사운드로 많은 팬들의 마음을 사로잡았다"고 크레용팝을 소개하였다. 8월 6일 월스트리트저널(The Wall Street Journal)은 크레용팝이 중독성 강한 음악 빠빠빠로 올해의 '강남스타일' 자리를 노리고 있다고 보도하였다. 특히 다섯 명의 소녀가 번갈아 점프하며 추는 '직렬 5기통춤'이 세계를 강타한 싸이의 말춤과 비슷한 유형이라고 설명하였다.
8월 8일 MBC 뉴스데스크에서는 『크레용팝 열풍』이라는 주제로 직렬5기통춤이 대세라고 보도하며, 섹시나 노출 없이도 대중들을 사로잡은 크레용팝의 인기 요인과 패러디 열풍에 대해 집중 보도하였다. 미국의 소셜 바이럴 사이트인 '버즈피드(Buzzfeed)'와 해외 팝음악 언론 사이트인 '팝더스트(Popdust)'는 빠빠빠의 안무 동영상을 소개하는 기사를 냈다. 크레용팝은 중국 '칭다오 맥주축제'에 한국 가수로는 유일하게 초청되었다. 호주 뉴스닷컴은 8월 12일 싸이의 '말춤'과 크레용팝의 '직렬5기통춤'을 비교해 보도하였다. 8월 20일 영국의 뮤직 채널 4shared는 크레용팝을 "현혹적인 헬멧들의 집합체"로 소개하고, "모든 차원에 있어서 눈부신 것들로 가득하고, 아름다우며, 사람들의 기대를 채워준다"고 묘사하였다.
8월 13일 미국 빌보드(Billborad)는 『크레용팝 빠빠빠: 2013 K팝 시장 대유행(K-Pop's Viral Hit for 2013)』이라는 기사로 극찬하였다. 크레용팝의 갑작스런 성공은 누구도 예측 못하였지만 많은 사랑을 받고 있다며, '강남스타일'의 싸이를 이을 스타가 탄생하였다고 평가하였다. 8월 13일 크레용팝의 소속사 크롬엔터테인먼트와 소니 뮤직 엔터테인먼트 코리아가 앨범 라이선스 및 전략적 제휴 계약을 체결하였다. 7월말 한국을 방문한 소니뮤직 고위관계자들이 크레용팝과 만났다. 소니뮤직은 크레용팝의 차별화된 시도와 독창성에 많은 감명을 받았다며 세계 시장에서도 통할 수 있을 것이라고 기대하였다.
8월 15일 Mnet 엠카운트다운 첫 1위 후보에 올랐을 때 광복절을 기념하여 헬멧에 태극기를 꽂고 무대를 펼쳤다. 8월 21일 크롬엔터테인먼트는 소속사 대표의 인터넷 극우 커뮤니티 일베 접속 논란에 대해 정치적 의도가 없었다고 해명하였다. 8월 25일 미국 로스앤젤레스에서 열린 CJ 주최 제2회 'KCON 2013' 콘서트에 참여하였다. 일부 미국 팬들이 춤을 따라 추며 열광적인 반응을 이끌어냈다.
8월 28일 미국 지상파 ABC 방송사의 간판 프로그램인 《Good Morning America》는 크레용팝을 강력한 차세대 K-Pop 루키라 치켜세우며 크레용팝의 행보에 주목하였다. ABC 뉴스는 크레용팝의 대표 안무인 '직렬 5기통 춤(straight five-cylinder engine dance)'을 언급하며 기존 걸그룹과 차별화된 콘셉트를 크레용팝의 성공 전략으로 지목하였다. ABC는 한국을 방문하여 크레용팝을 취재한 후,싸이의 '강남스타일'처럼 빠르게 확산되고 있는 크레용팝의 '빠빠빠' 신드롬이 향후 더욱 큰 사랑을 받게 될 것이라고 예상하였다.8월 30일 KBS 2TV 뮤직뱅크에서 크레용팝은 데뷔 후 처음으로 음악 방송 1위를 수상하였다.
9월 2일 미국 주간지 타임(Time)은 크레용팝을 거론하며 『K-Pop 의외의 팬: 중년 남성』이라는 기사를 통해 10대 위주의 K-Pop 가수들의 공연에 중년 남성들의 활약은 놀라운 광경이라고 전하였다. 미국의 열성팬인 Stephen Knight의 말을 인용해 K-Pop의 삼촌팬들은 극도의 섹시함보다 재미를 추구하는 그룹을 좋아하는 경향이 있다고 설명하며, 중독성 있는 '빠빠빠'로 K-Pop 차트 상위권까지 오른 크레용팝은 가장 눈에 띄는 삼촌팬을 보유하고 있는 그룹 중 하나라고 소개하였다. 주로 20대 이상 남성들로 이루어진 크레용팝 팬들을 가리켜 '팝저씨'라는 신조어를 탄생시켰으며, 연예인 중에서도 윤도현, 박형식, 김남길 등이 방송에서 크레용팝의 팬임을 밝혔다. 대형기획사의 도움 없이 길거리 공연으로 성장한 크레용팝은 인디 음악인 사이에서 특히 뜨거운 반응을 얻고 있으며, 인디 뮤지션들이 자발적으로 기획한 축제인 잔다리 페스타에서 크레용팝 합동 공연 섭외에 나서 애정을 표현하였다. 인디 밴드 10cm의 권정열은 SNS를 통해 크레용팝을 존경한다는 글을 올리기도 하였다. 록 밴드 크라잉넛도 응원복을 입고 무대에서 크레용팝의 팬인 '팝저씨'라고 밝혔으며,크라잉넛 콘서트에도 게스트로 섭외하였다. YG엔터테인먼트 양현석 대표는 2013년 상반기 최고의 히트곡은 크레용팝의 노래라고 극찬하였다. 이에 크레용팝은 "존경하는 많은 선배 분들이 팬이라고 말하고 칭찬해 주셔서 감사하다"며 "더 열심히 하겠다"고 화답하였다. 2013년 9월 9일 소니 뮤직 엔터테인먼트는 VEVO 채널을 통해 유통되는 빠빠빠 글로벌 버전 뮤직비디오를 공개하였다.
〈빠빠빠〉는 앨범 공개 44일만에 음원 차트 1위를 차지하였고, 2013년 8월 2주 연속 빌보드 K-Pop 차트 1위에 올랐다.'빠빠빠'는 가온차트에서 2013년 8월 4주차 스트리밍 차트 1위를 하였고, 8월 3주 연속 BGM(배경음악) 차트 1위를 하였으며, 8월·9월 4주 연속 모바일 차트 1위를 차지하였다. Social 차트에서는 2013년 8월 5주차 1위에 진입하였고, 9월 4주차 1위에 재진입하였다. '빠빠빠'는 노래방 차트에서도 2013년 8~9월 7주 연속 인기곡 1위를 차지하는 기록을 세웠다.빠빠빠는 각종 차트에서 장기간 상위권을 유지하며 Mnet 8월 한국 차트 1위를 기록하였다. 한국 최대 음원 사이트인 멜론에서는 2013년 8월 종합 월간 차트 2위를 기록하였다. 크레용팝의 빠빠빠는 조용필의 '바운스'에 이어 문화인들이 선택한 2013년 올해의 가요 2위를 차지하였다. 방송사 PD·영화제작자·기자 등이 참여한 설문조사에서 크레용팝 빠빠빠는 2013년 가요계 최고 히트송 1위로 선정되었다.
2013년 10월 26일 영국의 경제주간지 이코노미스트(The Economist)는 특집 기사에서 크레용팝의 성공을 집중 조명하였다. 엔진의 피스톤 움직임과 흡사하다는 이유로 팬들에 의해 이름 붙여진 '직렬5기통춤'은 수많은 패러디가 만들어졌으며, 스페인에서는 도로 한복판에서 빠빠빠 안무를 추기도 하였다고 전하였다. 특히 크레용팝은 K팝을 지배하는 3대 대형 기획사에 속하지 않고 자본도 충분하지 않았지만 이 점이 오히려 매력으로 작용하였다고 평가하였다. 이코노미스트가 대한민국 걸그룹에 대한 특집 기사를 다룬 것은 극히 이례적이다.
2013년 10월 30일 데뷔 후 첫 단독 콘서트 '팝콘'을 서울 누리꿈스퀘어에서 무료로 열었다.'팝콘'을 통해 미공개 발라드곡을 선보였다. 11월 15일 일본 도쿄 오다이바에서 2천여명 규모의 '세컨드 팝콘 인 도쿄' 콘서트를 펼쳤다.
2013년 11월 4일 호주 공영 방송국 SBS에 생방송으로 출연하였다. 5일 시드니 오페라 하우스 앞에서 거리 공연을 하고, 8일 시드니 대형 영화관에서 팬사인회를 성황리에 열었다. 11월 19일 광화문에서 호주 국영 방송 ABC 쇼 프로그램 《Wacky World Beaters》을 촬영하였다.
크레용팝은 2013년 11월 22일 홍콩에서 열린 Mnet 아시안 뮤직 어워드에서 신인상을 수상하였고, The fox로 세계적 열풍을 일으킨 노르웨이 듀오 일비스와 콜라보레이션 무대를 펼쳤다. 23일 홍콩 Apm 백화점과 빅토리아 피크 등에서 길거리 공연을 진행하였다. 11월 25일 아이티 심장병 어린이 후원기금 마련 콘서트에 참여하였다.
2013년 11월 26일, 크리스마스를 앞두고 싱글 앨범 〈꾸리스마스〉를 발매하였다. 11월 28일 중국 상해TV와 SBS SOTY가 함께 하는 '한류스타도네이션'에 동참하였으며, 수익금은 전액 불우이웃, 청소년들에게 전달됐다. 11월 29일에는 재활병원 관계자의 사연 글을 통해 크레용팝이 비공개적으로 뇌성마비 환자들에게 선행을 해온 사실이 드러났다.
크레용팝은 2013년 12월 6일 서울 여의도 국회 헌정기념관에서 열린 '2013 제3회 대한민국 한류대상 시상식'에서 대중문화대상을 수상하였고, 12월 10일 '2013 서울외신기자클럽 송년의 밤' 행사에서 류현진 선수, 설국열차, 류길재 통일부 장관 등과 함께 외신기자들이 세계에 한국을 긍정적으로 홍보한 개인이나 단체를 선정하여 수여하는 외신홍보상을 수상하였다. 2013년 12월 20일 KBS 뮤직뱅크 2013 연말 결산 K-차트에서 크레용팝은 빠빠빠로 조용필의 Bounce에 이어 2위를 차지하였다. 크레용팝은 포털사이트 다음이 선정한 2013년 올해의 검색어 가수 부문 2위를 기록하였고, 네이버 TV캐스트 2013 연말결산 8월 부문 1위를 기록하였다.

### 2014-2015: 레이디 가가, 일본에서의 데뷔

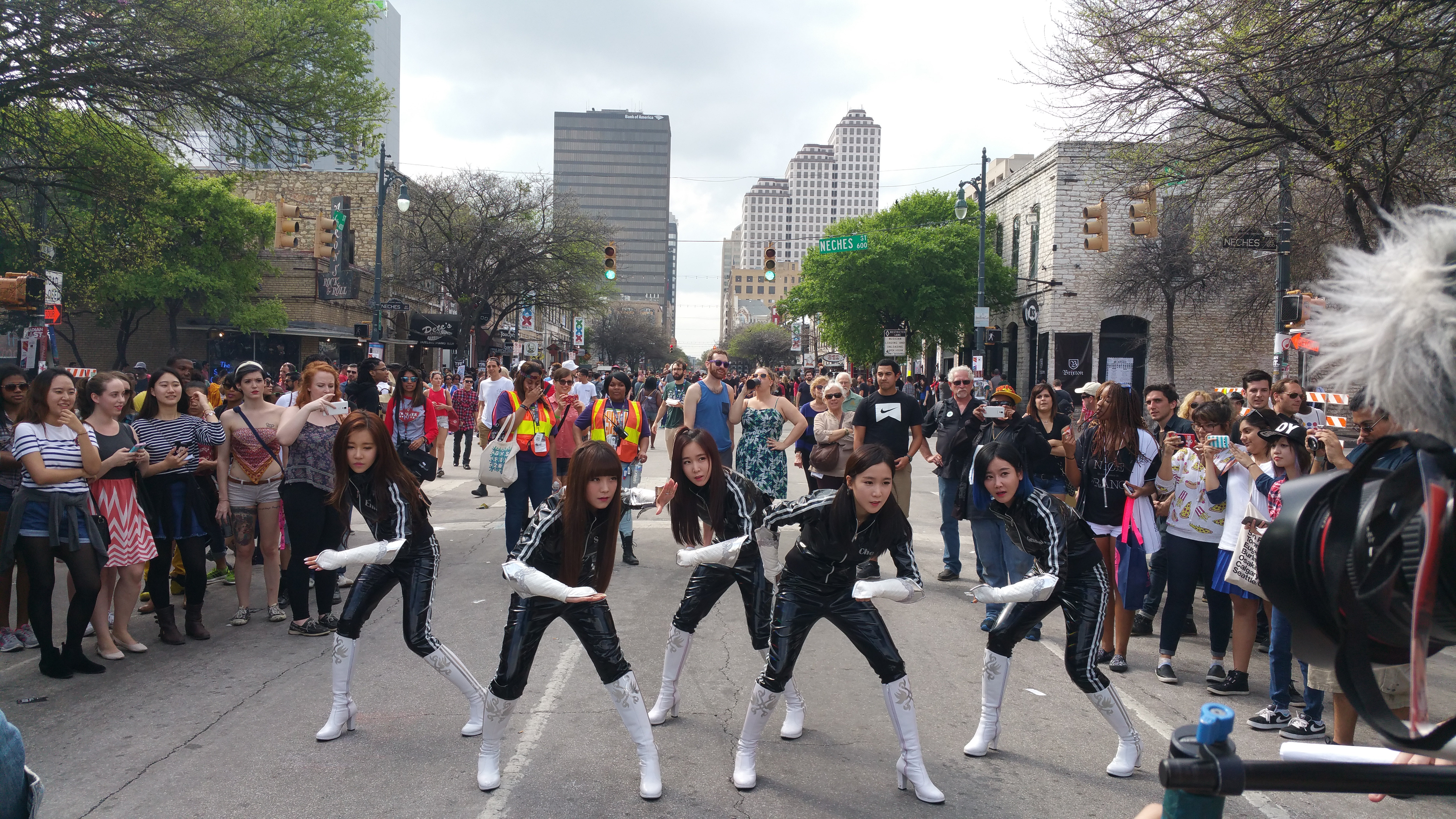
2015 사우스 바이 사우스웨스트

2014년 3월 21일에는 미국의 팝스타인 레이디 가가의 북미 투어 콘서트 ‘아트레이브: 더 아트팝 볼(artRAVE: The ARTPOP Ball)’의 오프닝 무대에 서는 것이 결정되었다. 이것은 레이디 가가의 요청에 따른 것이어서 더욱 화제가 되었다. 크레용팝은 6월 25일부터 한 달 동안, 미국과 캐나다 도시를 비롯하여, 총 13회의 공연에서 오프닝 무대에 올랐다.
2014년 4월 1일 정오, 신곡 〈어이〉를 발표하였다. 이 노래는 일렉트로닉 뮤직에 트로트를 합성한 일렉트로닉 세미 트로트 장르다. 프로듀싱팀 '덤앤더머'의 강진우가 작곡하였다. 장르에 어울리게 모시옷과 고무신, 빨간 두건과 빨간 양말로 복장을 차려입었고, 입출국 시에도 모시옷 패션을 해 화제가 되었다. 닭다리춤을 비롯한 복고풍의 댄스가 모두 조합되어, 하나의 곡으로 재탄생하였고, 빌보드에서 큰 주목을 받았다.
2014년 6월 20일에는 KBS 트로트의 연인 OST인 〈헤이 미스터〉를 발표하였다. 이 곡은 세미트로트의 장르로서, 가장 먼저 공개가 된 메인 OST다. 트로트의 연인 음악감독을 맡은 개미(본명 강동우)와 작곡가 김세진이 공동 작업하였다. 그 뒤 2014년 9월 26일에는 KBS 2TV 하이스쿨 러브온의 OST에 〈뜬뜬뜬뜬 뜨든뜬〉이라는 노래로 참여하였다. 2014년 10월 15일, 쌍둥이 초아와 웨이로 구성된 유닛 딸기우유로 활동하였다.
2015년 3월 28일, 두번째 미니앨범 《FM》의 타이틀 곡인 〈FM〉을 발표하였다. 또 7월 22일 싱글 앨범 〈라리루레(ラリルレ)〉로 일본에서 데뷔하였으며, 11월 18일 후속곡으로 〈Dancing All Night〉이 실린 두 번째 싱글 앨범을 발매함으로써 일본 활동을 이어갔다.

### 2016-2017: 두둠칫, 소율 탈퇴 및 4인조 재편
2016년 8월 24일 멕시코의 보이 그룹 CD9와의 콜라보레이션 곡인 〈Get Dumb〉을 발표하였다. 이후 9월 26일, 1년 6개월 만에 첫 정규앨범 《Evolution Pop Vol. 1》으로 컴백하였다. 이 앨범의 타이틀곡 〈두둠칫〉은 디스코풍 댄스곡으로, 의상은 복고풍의 분홍색 교복 의상이다. 한편 해당 앨범의 수록곡인 〈부릉부릉〉은 9월 9일 선공개되었다.
2016년 10월 5일, 소율이 공황장애가 악화됨에 따라 잠정적으로 활동을 중단하였다가, 11월 24일 H.O.T. 출신의 가수 문희준과의 결혼을 발표하였고, 2017년 2월 12일 결혼식을 올렸다. 이후 5월 12일 소율은 딸을 출산하였다. 2017년 5월 말, 멤버 소율이 결국 탈퇴를 결정해 크레용팝은 4인조로 재편되었으며, 모든 멤버가 크롬 엔터테인먼트와 계약이 만료되어 언제 컴백할지는 모르겠지만 하지만 해체는 없다고 밝힌 적이 있었다.

## 이전 구성원
| 이름 | 소개 |
| ---- | --- |
| 금미 | - 본명 : 백보람 (白寶藍) - 생년월일 : 1988년 6월 18일(36세) - 출생지 : 대한민국 서울특별시 - 활동기간 : 2012년 7월 18일 ~ 2017년 5월 31일               |
| 엘린 | - 본명 : 김민영 (金旼榮) - 생년월일 : 1990년 4월 2일(35세) - 출생지 : 대한민국 서울특별시 - 활동기간 : 2012년 7월 18일 ~ 2017년 5월 31일                |
| 초아 | - 본명 : 허민진 (許敏真) - 생년월일 : 1990년 7월 12일(34세) - 출생지 : 대한민국 서울특별시 광진구 자양동 - 활동기간 : 2012년 7월 18일 ~ 2017년 5월 31일 |
| 웨이 | - 본명 : 허민선 (許敏善) - 생년월일 : 1990년 7월 12일(34세) - 출생지 : 대한민국 서울특별시 광진구 자양동 - 활동기간 : 2012년 7월 18일 ~ 2017년 5월 31일 |
| 소율 | - 본명 : 박소율 - 생년월일 : 1991년 5월 15일(33세) - 출생지 : 대한민국 경기도 성남시 - 활동기간 : 2012년 7월 18일 ~ 2016년 10월 3일                     |

## 출연작
- 2012년 8월 ~ 9월 : MBC 뮤직 크레용팝의 알록달록 성장일기
- 2012년 12월 13일 : 온게임넷 켠김에 왕까지 153회
- 2013년 5월 22일 : MBC 에브리원 고래고래 13회
- 2013년 5월 29일 : MBC 에브리원 고래고래 14회
- 2013년 8월 3일 : tvN SNL 코리아 (시즌 4) 55회
- 2013년 8월 8일 : 온게임넷 켠김에 왕까지 183회
- 2013년 9월 25일 : KBS 2TV 비타민 - (초아), (금미) 504회
- 2013년 9월 ~ 10월 : KBS 2TV 힐링투어 야생의 발견 19~20회
- 2013년 9월 28일, 12월 14일 : MBC 휴먼다큐 사람이 좋다 47회, 57회
- 2013년 10월 12일 : KBS 2TV 세대공감 토요일 - (초아), (웨이) 194회
- 2013년 10월 16일 : tvN 푸른거탑 제로 6회
- 2013년 10월 19일 : KBS 2TV 연예가중계 1497회
- 2013년 10월 27일 : SBS TV 도전 1000곡 271회
- 2013년 11월 2일 : KBS 1TV 전국노래자랑 - 전북 김제시 편
- 2013년 11월 12일 : MBC 뮤직 크레용팝 1st 콘서트 팝콘 in 서울
- 2013년 11월 26일 : QTV 미소년 통신: 은희 상담소 1회
- 2013년 12월 22일 : SBS TV 도전 1000곡 279회
- 2013년 12월 30일 : 머니투데이방송 빅머니
- 2014년 4월 8일 : Mnet 비틀즈 코드 3D 16회
- 2014년 4월 13일 : MBC 그린실버 고향이 좋다 268회
- 2014년 4월 16일 : MBC every1 주간 아이돌 143회
- 2014년 4월 28일 : 투니버스 난감스쿨2 14회
- 2014년 5월 3일 : Y-STAR 식신로드 180회
- 2014년 7월 11일 : KBS 2TV 《하이스쿨 러브온》 - 김진영 역 (초아) 단역출연
- 2014년 7월 20일 ~ 8월 17일 : MBC강원영동 강릉방송국 《크레용팝의 뻔뻔한 여행》
- 2014년 12월 31일 : 네이버TV 웹드라마 《6인실》 - 이지원 역 (금미)
- 2015년 9월 6일 OCN 일요드라마 《귀신 보는 형사 처용 2》 - 독서실 창문에서 투신 자살하는 여고생 역 (4회)
- 2016년 SBS TV 일일드라마 《당신은 선물》 - 이경아 역 (웨이)
- 2015년 9월 6일 OCN 일요드라마 《귀신 보는 형사 처용 2》 - 독서실 창문에서 투신 자살하는 여고생 역 (4회)
- 2017년 KBS 1TV 일일연속극 《무궁화 꽃이 피었습니다》 - 최승아 역 (금미)

### 크레용팝 TV
크레용팝은 영세 기획사 소속이기 때문에 활동 초기에 방송 출연 기회가 별로 없었다. 팬들과 소통하기 위하여 자체 제작한 크레용팝 TV를 유튜브에 올리기 시작했으며, 크롬 엔터테인먼트 소속 가수 근황을 소개하는 크롬인을 통해서 나오기도 하였다.

### 광고
- 본죽
- 티바두마리치킨
- 카페베네
- 옥션 모바일
- CJ E&M 모두의 마블
- 넥슨 서든어택
- 조이시티 프리스타일 풋볼
- 일본 화장품 Coco Pulu
- LG유플러스는 5기통 댄스를 음성으로 검색하여 크레용팝 뮤직비디오를 보며 꽃보다할배가 직렬 4기통 댄스를 소화하는 광고를 제작하였다.

## 홍보대사
- 2013년 11월 : 제1대 대한민국 육군 홍보위원[51][52]
- 2013년 11월 : 구세군 홍보대사[53]
- 2013년 11월 : 보건복지부 '음주폐해 예방의 달' 홍보대사
- 2013년 10월 ~ 2015년 10월 : 한국스카우트연맹 홍보대사[54]
- 2013년 3월 : 대한축구협회(KFA) 대교눈높이 초중고 축구리그 홍보대사
- 2015년 7월 : 《극장판 요괴워치: 탄생의 비밀이다냥!》 홍보대사

## 팝저씨
크레용팝의 팬들을 지칭한다. 크레용팝의 무명 시절부터 공연 때마다 줄곧 보이던 팬들을 칭한다. 처음 데뷔하던 때에는 10명 남짓 되던 팝저씨들의 수는 길거리 공연과 크레용팝 TV를 통해 늘어나게 되었는데, 빠빠빠가 성공한 이후 이들에 대하여 여러 언론이 주목하였다.
크레용팝의 공식 팬덤 이름은 '스케치북'이나, 대중들은 이 팬들을 크레용팝+아저씨를 합성한 단어인 팝저씨, 여성 팬들의 경우는 팝줌마, 학생 팬인 경우는 팝생이라고 지칭하며, 보통은 통칭하여 팝저씨라고 한다. 팝저씨들의 연령대는 비교적 높은 편으로, 빠빠빠 활동 전까지는 30대 중반~40대였던 평균 연령층이 빠빠빠 이후로 젊은 팬이 많아지며 30대 중반대까지로 줄었다고 한다. 외국 팬들의 경우도 연령대가 비슷하다고 한다. 팝저씨들은 직업도 다양하다.
팝저씨의 기준은 무엇인가? 라는 질문에 크롬엔터테인먼트 황현창 대표는
- 군필자면 팝저씨
- 금미보다 생일이 빠르면 팝저씨
- 오프라인 응원 모임에 추리닝 차림으로 나오면 팝저씨

라는 결론을 내리기도 하였다.
팝저씨들은 크레용팝의 트레이드 마크라고 할 수 있는 츄리닝과 헬멧, 또는 모시옷으로 무장하고 응원하는 경우가 많으며, 커버 영상이나 패러디 영상을 올리는 경우도 있다. 신곡이 나오면 신곡 컨셉 복장을 바로 맞추어 입고 응원하는 것이 전통이 되어 있다. 2015년 3월 발표곡 FM은 밀리터리 패턴 트레이닝복이 복장인데, 첫 방송 녹화부터 같은 트레이닝복을 입은 팬들이 나타났고, 토시와 장화를 자작하여 장착하기도 하였다.
이 팝저씨들은 뮤직뱅크, 인기가요 등 방송사의 음악방송에 관중으로 참석하는 것은 물론이거니와, 지방 행사(지역 축제, 대학교 축제)에 참석하기도 한다. 지방 행사 시에는 오랫동안 다양한 분야에서 사회 생활을 하고 있는 연령층 높은 팬들을 중심으로, 실제로 행사를 진행하는 전문직종 종사자만큼의 촬영 장비를 갖추고 사진이나 영상을 촬영하기도 한다.
2014년 3월, 회화·설치 미술가 정연두는 본인이 팝저씨라고 밝히며 개인전에서 팝저씨를 주제로 한 작품을 선보였는데, 뱃지와 트레이닝복(츄리닝) 등 크레용팝 팬덤의 상징물과 멤버의 무대 복장을 모티브로 한 무대 모양의 설치 작품으로 전시장의 방 하나를 채웠다. 소품은 팝저씨들의 기증을 받아 마련하였으며, 전시 기간 중 제작에 참가한 팬들을 포함하여 100여명이 모인 자리에 크레용팝이 직접 나타나 공연을 펼치기도 하였다.
2015년 4월 5일, 이들은 대학로 마로니에 공원에서 EP 앨범 《FM》 발매를 축하하고 응원하는 플래시몹을 펼치고, 뮤직비디오로 제작하여 유튜브에 업로드하였다.
전문가들은 ‘크레용팝의 팬인 팝저씨는 새로운 팬 문화를 만들어냈다. 크레용팝의 인기 비결 중에서는 이 팝저씨들을 빼놓을 수 없다.’고 평한다.
연예인들도 팝저씨임을 자처하는 경우가 있는데, 크라잉넛 멤버 이상면, 개그맨 윤형빈, 영화배우 이지훈, 전 쇼트트랙 선수 김동성, 영화배우 김남길, 가수 김경호, YB 윤도현, 고주원, 10cm 권정열, 제국의 아이들 박형식, SNL 코리아 백승룡 PD가 대표적이다.

## 팬클럽
크레용팝의 팬클럽은 Sketchbook이며 응원도구는 야광봉이며, 공식색은 애플 그린이다.

## 수상 경력
| 연도   | 수상 내역 |
| ------ | --- |
| 2013년 | - 2013 제6회 스타일 아이콘 어워즈 - 뉴아이콘상 - 2013 제5회 멜론 뮤직 어워드 - 핫트렌드상 - 2013 제15회 Mnet 아시안 뮤직 어워드 - 신인상 여자 - 2013 제21회 대한민국문화연예대상 - 10대 가수상 - 2013 제1회 하와이 국제 뮤직 어워드 - Rising star of the year - 2013 제3회 대한민국 한류대상 - 대중문화대상 - 2013 서울외신기자클럽 송년의 밤 - 올해의 외신홍보상 - OBS - 2013 핫 아이콘 상 - 2013 KBS 가요대축제 - 올해의 가수상 - 2013 MTN 빅머니 어워즈 - 올해의 걸그룹, 올해의 트렌드아이콘, 올해의 퍼포먼스 |
| 2014년 | - 2014 제28회 골든 디스크 - 디지털 음원부문 신인상 - 제 23회 하이원 서울가요대상 - 신인상 |

### 가요 프로그램 1위
| 연도            | 수상 내역 (총 1회)                                        |
| --------------- | --------------------------------------------------------- |
| 2013년 (총 1회) | - 빠빠빠 (총 1회) - 8월 30일 KBS 《뮤직뱅크》 K-Chart 1위 |